# Linux Software Map
Linux Software Map (LSM) es un formato de texto estándar para describir software de Linux.
El archivo LSM para un programa es un único documento de texto, llamado nombre_del_paquete_de_software.lsm. Un LSM comienza con Begin4 y termina con End. Contiene un campo por línea. Los nombres de campos se separan de su valor mediante un ': '. Los campos obligatorios son Title (título), Version (versión), Entered-date (fecha de inclusión), Description (descripción), Author (autor) y Primary-site (sitio principal).
```
Begin4
Title:
Version:
Entered-date:
Description:
Keywords:
Author:
Maintained-by:
Primary-site:
Alternate-site:
Original-site:
Platforms:
Copying-policy:
End
```